# Phalloceros harpagos
Phalloceros harpagos es una pequeña especie de pez ciprinodontiforme de agua dulce del género Phalloceros, de la familia de los pecílidos. Habita en cursos fluviales de aguas dulces y templado-cálidas y cálidas, en el centro-este de América del Sur. 

## Taxonomía
Esta especie fue descrita originalmente en el año 2008 por el ictiólogo brasileño Paulo Henrique Franco Lucinda, del Laboratorio de Ictiología Sistemática de la Universidad Federal de Tocantins (en el estado homónimo), Brasil.   

## Distribución
Esta especie se distribuye en cursos fluviales del sudeste del Brasil, entre los que se encuentra la cuenca del río Iguazú, perteneciente a la cuenca del Paraná, integrante a su vez de la cuenca del Plata. En la cuenca del Iguazú habita también en aguas argentinas, en el nordeste de ese país, en el extremo norte de la región mesopotámica, en la parte septentrional de la provincia de Misiones.